# Stazione di Seveso-Baruccana
Stazione di Seveso-Baruccana vasútállomás Olaszországban, Lombardia régióban, Baruccana településen.

## Vasútvonalak
Az állomást az alábbi vasútvonalak érintik:
- Novara-Seregno-vasútvonal

## Kapcsolódó állomások
A vasútállomáshoz az alábbi állomások vannak a legközelebb:
- Stazione di Cesano Maderno NS
- Stazione di Baruccana